# Зимний чемпионат России по плаванию 2007
Зимний чемпионат России по плаванию 2007 года прошёл с 3 по 7 февраля в Москве в СК «Олимпийский».
По результатам чемпионата формировалась сборная для участия в чемпионате мира по водным видам спорта в Мельбурне (Австралия) в конце марта, в связи с эти турнир пришлось начать на две недели раньше запланированного времени.
Из ведущих пловцов не выступал только экс-чемпион и экс-рекордсмен мира брассом Роман Слуднов.

## Призёры

### Мужчины

#### 50 м, вольный стиль
Евгений Лагунов (Архангельская область — Санкт-Петербург-1) — 22,24

 Андрей Гречин (Санкт-Петербург-1 — Алтайский край) — 22,66

 Андрей Капралов (Санкт-Петербург-1 — Приморский край) — 22,71

#### 100 м, вольный стиль
Евгений Лагунов (Архангельская область — Санкт-Петербург-1) — 49,46

 Андрей Капралов (Санкт-Петербург-1 — Приморский край) — 49,75

 Андрей Гречин (Санкт-Петербург-1 — Алтайский край) — 50,04

#### 200 м, вольный стиль
Евгений Лагунов (Архангельская область — Санкт-Петербург-1) — 1.49,54

 Андрей Капралов (Санкт-Петербург-1 — Приморский край) — 1.49,90

 Сергей Перунин (Волгоградская область — Пензенская область) — 1.49,95

#### 400 м, вольный стиль
Юрий Прилуков (Свердловская область — Самарская область) — 3.49,63

 Александр Селин (Москва-1) — 3.52,98

 Виталий Романович (Волгоградская область) — 3.53,14

#### 800 м, вольный стиль
Виталий Романович (Волгоградская область) — 8.01,11

 Никита Лобинцев (Свердловская область — Самарская область) — 8.01,50

 Валентин Уманец (Волгоградская область) — 8.06,45

#### 1500 м, вольный стиль
Виталий Романович (Волгоградская область) — 15.28,10

 Илья Ларин (Санкт-Петербург-1) — 15.40,97

 Валентин Уманец (Волгоградская область) — 15.47,02

#### 50 м на спине
Аркадий Вятчанин (Ростовская область — Коми) — 25,90

 Дмитрий Смирнов (Санкт-Петербург-1) — 26,22

 Евгений Алёшин (Нижегородская область) — 26,34

#### 100 м на спине
Аркадий Вятчанин (Ростовская область — Коми) — 54,64

 Евгений Алёшин (Нижегородская область) — 56,28

 Дмитрий Смирнов (Санкт-Петербург-1) — 56,31

#### 200 м на спине
Аркадий Вятчанин (Ростовская область — Коми) — 1.57,34

 Станислав Донец (Ульяновская  область — Самарская  область) — 2.01,41

 Павел Комаров (Приморский край — Воронежская область) — 2.02,56

#### 50 м, брасс
Сергей Гейбель (Новосибирская область) — 28,45

 Дмитрий Коморников (Москва-1) — 28,56

 Григорий Фалько (Санкт-Петербург-1) — 28,77

#### 100 м, брасс
Дмитрий Коморников (Москва-1) — 1.01,58

 Сергей Гейбель (Новосибирская область) — 1.02,17

 Александр Овчинников (Москва-1) — 1.02,61

#### 200 м, брасс
Григорий Фалько (Санкт-Петербург-1) — 2.13,04

 Александр Овчинников (Москва-1) — 2.13,51

 Дмитрий Коморников (Москва-1) — 2.13,59

#### 50 м, баттерфляй
Николай Скворцов (Калужская область — Пензенская область) — 24,24

 Евгений Коротышкин (Москва-1) — 24,52

 Игорь Марченко (Санкт-Петербург-1) — 24,53

#### 100 м, баттерфляй
Николай Скворцов (Калужская область — Пензенская область) — 51,81

 Евгений Коротышкин (Москва-1) — 53,48

 Игорь Марченко (Санкт-Петербург-1) — 53,66

#### 200 м, баттерфляй
Николай Скворцов (Калужская область — Пензенская область) — 1.57,11

 Анатолий Поляков (Ростовская область — Коми) — 1.59,32

 Алексей Ковригин (Красноярский край) — 2.00,59

#### 200 м, комплексное плавание
Андрей Крылов (Москва-1) — 2.03,17

 Александр Тихонов (Челябинская область) — 2.03,90

 Дмитрий Калёнов (Пензенская область) — 2.05,12

#### 400 м, комплексное плавание
Андрей Крылов (Москва-1) — 4.20,55

 Юрий Прилуков (Свердловская область — Самарская область) — 4.20,88

 Александр Тихонов (Челябинская область) — 4.23,99

#### Эстафета 4 × 100 м, вольный стиль
Санкт-Петербург-1 (Андрей Гречин, Алексей Манжула, Андрей Капралов, Евгений Лагунов) — 3.21,92

 Москва-1 (Алексей Лапин, Юрий Задворный, Денис Фалалеев, Антон Степанов) — 3.23,48

 Сибирский ФО (Константин Зотов, Иван Усов, Алексей Захаров, Константин Колясников) — 3.25,45

#### Эстафета 4 × 200 м, вольный стиль
Санкт-Петербург-1 (Илья Жаров, Евгений Лагунов, Андрей Гречин, Андрей Капралов) — 7.22,02

 Уральский ФО (Александр Тихонов, Степан Ганзей, Никита Лобинцев, Юрий Прилуков) — 7.22,52

 Волгоградская область (Алексей Колесников, Сергей Перунин, Павел Котельников, Виталий Романович) — 7.24,60

#### Комбинированная эстафета 4 × 100 м
Санкт-Петербург-1 (Дмитрий Смирнов, Григорий Фалько, Игорь Марченко, Андрей Гречин) — 3.40,58

 Москва-1 (Игорь Недолужко, Дмитрий Коморников, Евгений Коротышкин, Алексей Лапин) — 3.41,67

 Сибирский ФО (Сергей Маков, Сергей Гейбель, Алексей Ковригин, Иван Усов) — 3.44,35

### Женщины

#### 50 м, вольный стиль
Светлана Федулова (Санкт-Петербург-1 — Коми) — 25,64

 Евгения Прищеп (Санкт-Петербург-2) — 26,40

 Елена Римская (Омская область) — 26,44

#### 100 м, вольный стиль
Наталья Ловцова (Волгоградская область — Самарская область) — 56,71

 Ольга Ключникова (Пензенская область) — 56,88

 Ирина Леденёва (Тульская область) — 56,98

#### 200 м, вольный стиль
Кира ВолодинаУльяновская  область — Самарская  область) — 2.02,01

 Виктория Малютина (Пензенская область) — 2.02,89

 Ольга Карманчикова (Ростовская область) — 2.03,78

#### 400 м, вольный стиль
Анастасия Иваненко (Коми) — 4.13,66

 Елена Соколова (Москва-1) — 4.14,65

 Екатерина Селиверстова (Москва-1) — 4.17,84

#### 800 м, вольный стиль
Анастасия Иваненко (Коми) — 8.28,81

 Екатерина Селиверстова (Москва-1) — 8.41,83

 Елена Соколова (Москва-1) — 8.43,56

#### 1500 м, вольный стиль
Анастасия Иваненко (Коми) — 16.07,94

 Елена Соколова (Москва-1) — 16.33,78

 Мария Булахова (Волгоградская область) — 16.59,79

#### 50 м на спине
Анастасия Зуева (Пензенская область — Московская область) — 28,94

 Мария Никитина (Москва-1) — 29,86

 Ксения Самарская (Москва-1) — 29,97

#### 100 м на спине
Анастасия Зуева (Пензенская область — Московская область) — 1.01,50

 Мария Никитина (Москва-1) — 1.02,27

 Татьяна ОльховиковаБелгородская область) — 1.03,57

#### 200 м на спине
Татьяна ОльховиковаБелгородская область) — 2.13,70

 Анастасия Зуева (Пензенская область — Московская область) — 2.13,78

 Ксения Москвина (ЯНАО) — 2.16,94

#### 50 м, брасс
Валентина Артемьева (Новосибирская область) — 32,44

 Дарья Коротенкова (Москва-2) — 32,77

 Екатерина Кормачева (Москва-1) — 32,80

#### 100 м, брасс
Елена Богомазова (Санкт-Петербург-1 — Ростовская область) — 1.10,06

 Виталина Симонова (Оренбургская область — Самарская область) — 1.10,19

 Дарья Коротенкова (Москва-2) — 1.10,49

#### 200 м, брасс
Виталина Симонова (Оренбургская область — Самарская область) — 2.27,39

 Алёна Алексеева (Новосибирская область — Кемеровская область) — 2.29,80

 Юлия Ефимова (Ростовская область) — 2.31,46

#### 50 м, баттерфляй
Ирина Беспалова (Архангельская область — Санкт-Петербург-1) — 27,08

 Василиса Владыкина (Омская область) — 27,23

 Наталья Сутягина (Пензенская область) — 27,63

#### 100 м, баттерфляй
Наталья Сутягина (Пензенская область) — 58,87

 Ирина Беспалова (Архангельская область — Санкт-Петербург-1) — 0.59,08

 Анна Киселева (ХМАО) — 1.01,98

#### 200 м, баттерфляй
Яна Мартынова (Татарстан) — 2.10,42

 Наталья Сутягина (Пензенская область) — 2.11,20

 Ирина Беспалова (Архангельская область — Санкт-Петербург-1) — 2.13,63

#### 200 м, комплексное плавание
Ольга Шульгина (Санкт-Петербург-1) — 2.16,55

 Яна Мартынова (Татарстан) — 2.18,15

 Надежда Воропаева (Москва-2) — 2.18,28

#### 400 м, комплексное плавание
Яна Мартынова (Татарстан) — 4.45,28

 Анастасия Иваненко (Коми) — 4.47,64

 Екатерина Рвянина (Пензенская область) — 4.52,39

#### Эстафета 4 × 100 м, вольный стиль
Приволжский ФО (Кира Володина, Анастасия Аксёнова, Евгения Зубанова, Ольга Ключникова) — 3.49,26

 Омская область (Василиса Владыкина, Татьяна Пономаренко, Елена Римская, Анна Сухенко) — 3.52,25

 Свердловская область (Татьяна Перминова, Юлия Беляева, Анна Тарачева, Наталья Шестакова) — 3.53,00

#### Эстафета 4 × 200 м, вольный стиль
Пензенская область (Виктория Малютина, Екатерина Береснева, Анастасия Аксёнова, Ольга Ключникова) — 8.17,15

 Москва-1 (Екатерина Селиверстова, Майя Кузьмина, Анна Гусева, Елена Соколова) — 8.20,32

 Омская область (Василиса Владыкина, Татьяна Пономаренко, Елена Римская, Анна Сухенко) — 8.24,95

#### Комбинированная эстафета 4 × 100 м
Пензенская область (Анастасия Зуева, Екатерина Уйменова, Наталья Сутягина, Ольга Ключникова) — 4.08,48

 Санкт-Петербург-1 (Алёна Голубева, Анна Кузьмичёва, Ирина Беспалова, Светлана Федулова) — 4.11,56

 Москва-1 (Мария Никитина, Екатерина Кормачева, Мария Уголькова, Елена Соколова) — 4.13,63